# 怀利 (艾奥瓦州)
懷利（英語：Willey）是一個位於美國愛荷華州卡洛爾縣的城市。

## 地理
懷利的座標為41°58′47″N 94°49′12″W / 41.97972°N 94.82000°W，而該地的平均海拔高度為410米（即1345英尺）。

## 人口
根據2010年美國人口普查的數據，懷利的面積為0.65平方千米，當中陸地面積為0.65平方千米，而水域面積為0.00平方千米。當地共有人口88人，而人口密度為每平方千米135人。